# ريان فيلان
ريان فيلان (بالإنجليزية: Ryan Phelan)‏ هو كاتب أسترالي، ولد في 8 يوليو 1975 في آير ‏ في أستراليا.